# Трушев Віталій Євгенійович
Віта́лій Євге́нійович Тру́шев (нар. 18 квітня 1983 (41 рік) ) — український футболіст, триразовий чемпіон і срібний призер літніх Паралімпійських ігор. Заслужений майстер спорту України. Чемпіон Європи та світу. Амплуа — захисник. Почесний громадянин Кам'янця-Подільського (2008).
Навчався на факультеті фізичного виховання Кам'янець-Подільського національного університету імені Івана Огієнка.

## Державні нагороди
- Повний кавалер ордена «За заслуги»:
  - Орден «За заслуги» I ст. (17 вересня 2012) — за досягнення високих спортивних результатів на XIV літніх Паралімпійських іграх у Лондоні, виявлені мужність, самовідданість та волю до перемоги, піднесення міжнародного авторитету України[2]
  - Орден «За заслуги» II ст. (7 жовтня 2008) — за досягнення високих спортивних результатів на XIII літніх Паралімпійських іграх в Пекіні (Китайська Народна Республіка), виявлені мужність, самовідданість та волю до перемоги, піднесення міжнародного авторитету України[3]
  - Орден «За заслуги» III ст. (19 жовтня 2004) — за досягнення значних спортивних результатів, підготовку чемпіонів та призерів XII літніх Паралімпійських ігор у Афінах, піднесення міжнародного престижу України[4]
- Орден «За мужність» III ст. (4 жовтня 2016) — За досягнення високих спортивних результатів на XV літніх Паралімпійських іграх 2016 року в місті Ріо-де-Жанейро (Федеративна Республіка Бразилія), виявлені мужність, самовідданість та волю до перемоги, утвердження міжнародного авторитету України[5]
- 15 жовтня 2004 року «за видатні спортивні досягнення та вагомий особистий внесок у забезпечення успішного виступу національної збірної команди на XII літніх Паралімпійських іграх» відзначено Почесною грамотою Кабінету Міністрів України з врученням пам'ятного знака [6].